# Grundy NewBrain
Grundy NEW BRAIN (NEW BRAIN) је кућни рачунар фирме Grundy који је почео да се производи у Уједињеном Краљевству током 1980. године.
Користио је Zilog Z80 A микропроцесорску јединицу а RAM меморија рачунара је имала капацитет од 32 KB. 

## Детаљни подаци
Детаљнији подаци о рачунару NEW BRAIN су дати у табели испод.
|                       |                                                                       |
| [ 1 ]                 |                                                                       |
| Произвођач            |                                                                       |
| Тип                   | кућни рачунар                                                         |
| Меморија              | 32                                                                    |
| Поријекло             | Уједињено Краљевство                                                  |
| Година                | 1980                                                                  |
| Тастатура             | QWERTY, калкулаторски стил, 62 тастера                                |
| Процесор              |                                                                       |
| Фреквенција процесора | 4                                                                     |
| RAM                   | 32                                                                    |
| ROM                   | 29 (8 за Бејсик, 4 за графику, 4 за оперативни систем/знакове/едитор) |
| Текст                 | 80 стубова x 25-30 линија / 40 стубова x 25-30 линија                 |
| Графика               | од 256 x 10 до 640 x 220 пиксела                                      |
| Боја                  | једна боја                                                            |
| Звук                  | непознато                                                             |
| Димензије             | 410 (ширина) x 470 (дубина) x 270 (висина) / 13                       |
| Портови               |                                                                       |
| Оперативни систем     | [[]]                                                                  |